# ディープ・インパクト (映画)
『ディープ・インパクト』（Deep Impact）は、1998年のアメリカ合衆国の映画。

## 概要
ミミ・レダーが監督、スティーヴン・スピルバーグが製作総指揮をそれぞれ担当し、ドリームワークスとパラマウント映画が共同で配給を担当している。一般的に、この手のパニック映画では派手なCG演出で逃げ惑う人々の混乱などを描くことが多いが、本作では世界的な危機に陥った状況下の各登場人物の人間関係と、政府の危機管理対策を主軸として描いている。
本作の公開から2か月後に公開された『アルマゲドン』と類似した内容であり、地球に隕石あるいは彗星が衝突するという設定も同様である。この2作品の設定・物語の一致は、アメリカの映画作りのシステムに原因がある。アメリカ映画では、1つの映画作品に20～30人の脚本家が関わるという制作方法をとるため、同じアイデアをもとにして別々の映画会社でそれぞれが製作が開始された。
2000人のエキストラと1800台の車を動員した未開通の高速道路での撮影は、2日で完了したという。高速道路の渋滞シーンは、その撮影の最後に完成した。
レダーは、自分は一度もSF映画を撮ったことがなかったが、最終的には要請を承諾したという。
この映画の撮影時にすべてのエクストラ製作陣が映画の成功のために多くの準備をしたことを映像で確認することができる
。
映画の中で彗星を爆破させるシーンは、彗星のモデルを作ったセットで撮影された。巨大な津波によってニューヨークが破壊されるシーンは、コンピュータグラフィックスで制作された。このシーンの完成には6か月を要した。

## あらすじ
天文部に所属する高校生、リオ・ビーダーマンは天体観測中に彗星を発見。その情報を天文台のウルフ博士に伝える。計算の結果、彗星が地球に衝突するとの結果を弾き出し、博士は情報を持って移動するが交通事故で亡くなってしまう。
1年後、テレビ局に勤めキャスターを目指しているジェニーは、元財務局長官の突然の辞職の理由が「エリー」という女性との不倫スキャンダルだと読んで取材をしていた。「エリー」に関して嗅ぎつけられたと思った政府はジェニーを連行、アメリカ大統領トム・ベックのもとに通すと、大統領は2日後に行う緊急会見に好待遇で出席させる事を条件に、それまでスクープを伏せて欲しいと要求する。2日後その緊急会見にて「ウルフ＝ビーダーマン彗星」が1年後に地球に衝突する事と、衝突回避のための「メサイア計画」が発表された。エリーとは女性の名前ではなく「E.L.E.」（Extinction-Level Event, 種の絶滅級の事象）のことだったのだ。会見の特別席に出席した事もありジェニーは社内のライバル、ベスを出し抜いてメサイア計画の報道キャスターに抜擢される。
「メサイア計画」とは、アメリカとロシアの合同作戦で、宇宙船メサイア号で彗星に乗り込み、核爆弾で彗星を破壊する計画だ。その搭乗クルーにはかつてアポロ計画に参加し時の人となった有名ベテランパイロット、フィッシュもいた。他の若いクルー達からは「NASAがPRのために起用した過去の人」とやっかまれていたが、一同は作戦通りメサイアで彗星に乗り込む。過酷な状況下で死傷者を出しながらも核爆弾を埋め込み爆発させることには成功、しかし彗星は大きな破片の「ウルフ」と小さな破片の「ビーダーマン」の二つに分裂しただけで、軌道を逸らすには至らず、なおも地球へと進み続けていた。さらに爆発の衝撃でメサイアは地上との通信も途絶してしまう。
政府はメサイア計画の失敗を伝えるとともに、戒厳令、第2作戦となる核ミサイルでの迎撃による「タイタン作戦」、そしてその失敗に備えて各国が「ノアの方舟」となる地下居住施設をすでに建設していることを公表。アメリカは100万人収容可能な巨大な地下施設をミズーリ州内の洞窟に建設していたが、つまり国民の大半は見捨てられたも同然だった。彗星発見者として予め家族と共にシェルターへの避難権を与えられたリオは、ガールフレンドのサラと結婚すればサラとその家族も一緒に避難所に入れると聞きつけサラと結婚。しかしいざ軍の送迎バスに乗り込む際に、サラだけは避難権を得ていたものの、その家族は対象外となっていた事が判明、サラは両親と離れられないとして残ってしまう。しかしリオも地下シェルターの入り口まで来た所でやはりサラを置いてはいけないと、避難権利を捨て両親と別れ引き返して行くのだった。一方、政府の計らいで避難者に選ばれたジェニーだが、避難権の抽選対象は50歳未満との規定により対象外となっていた母が自殺してしまう。ジェニーは母を捨てて若い女性と再婚した父を許せなかった。しかし核ミサイルタイタンの作戦も失敗に終わり、避難権を持たない人々は彗星の衝突を待つばかりとなった中、家族の絆を思い出したジェニーは避難権をベスに譲ると、家族にとっての思い出のビーチに向かう。そして同じ思いを持ってそこに居た父と再会し、和解を選ぶのだった。
先行していた小彗星が地球に落下。1000メートルにも及ぶ高さの津波が都市を次々に飲み込んでいく。バイクでサラと合流したリオは、サラの両親からサラとその妹である赤ん坊を託されると、津波から逃げるために山を駆け上がる。一方、地球に近づいた事で通信が復旧したメサイアは、フィッシュ指導のもと残された核弾頭で大彗星だけでも破壊する事をNASAに告げると、家族との最後の交信を交わし大彗星に突入していく。小彗星による津波をギリギリでかわす事に成功したリオとサラが空を見上げると、そこにはメサイアが破壊した大彗星の破片が光の流星シャワーとなって降り注いていた。甚大な被害を出しながらも、生き残った人々は人類の再建を誓うのだった。

## キャスト
| 役名                               | 俳優                           | 日本語吹替                            | 役柄                                                                     |
| ---------------------------------- | ------------------------------ | ------------------------------------- | ------------------------------------------------------------------------ |
| スパージョン・“フィッシュ”・タナー | ロバート・デュヴァル           | 坂口芳貞                              | ベテラン宇宙飛行士                                                       |
| ジェニー・ラーナー                 | ティア・レオーニ               | 渡辺美佐                              | テレビ局のキャスター。上昇志向が強く、トップキャスターの座を狙っている。 |
| リオ・ビーダーマン                 | イライジャ・ウッド             | 石田彰                                | 高校生。天体マニアで彗星の第一発見者。                                   |
| ロビン・ラーナー                   | ヴァネッサ・レッドグレーヴ     | 翠準子                                | ジェニーの母親                                                           |
| ジェイソン・ラーナー               | マクシミリアン・シェル         | 益富信孝                              | ジェニーの父親。ロビンとは離婚している。                                 |
| トム・ベック                       | モーガン・フリーマン           | 前田昌明                              | アメリカ大統領                                                           |
| サラ・ホッチナー                   | リーリー・ソビエスキー         | 小島幸子                              | リオのガールフレンド。妹がいる。                                         |
| オーレン・モナッシュ               | ロン・エルダード               | 森川智之                              | 宇宙飛行士、船長                                                         |
| アンドレア・ベイカー               | メアリー・マコーマック         | 田中敦子                              | 女性宇宙飛行士、操縦担当                                                 |
| マーク・サイモン                   | ブレア・アンダーウッド         | 落合弘治                              | 黒人宇宙飛行士、航海士                                                   |
| ガス・パーテンザ                   | ジョン・ファヴロー             | 荒川太郎                              | 宇宙飛行士、医療担当                                                     |
| ミハイル・タルチンスキー           | アレキサンダー・バルーエフ     | 麦人                                  | ロシア人宇宙飛行士、核専門家                                             |
| ドン・ビーダーマン                 | リチャード・シフ               | 大川透                                | リオの父親                                                               |
| エレン・ビーダーマン               | ベッツィ・ブラントリー         |                                       | リオの母親                                                               |
| チャック・ホッチナー               | ゲイリー・ワーンツ             | 廣田行生                              | サラの父親                                                               |
| ヴィッキー・ホッチナー             | デニーズ・クロスビー           | 鈴木紀子                              | サラの母親                                                               |
| エリック・ヴェネカー               | ダグレイ・スコット             | 川中子雅人                            | ジェニーの同僚カメラマン                                                 |
| ベス・スタンレー                   | ローラ・イネス                 | はやみけい                            | ジェニーの同僚キャスター                                                 |
| オーティス・“ミッチー”・ヘフター   | カートウッド・スミス           | 中博史                                | NASAの司令官                                                             |
| アラン・リッテンハウス             | ジェームズ・クロムウェル       | 稲葉実                                | 元財務長官                                                               |
| マーカス・ウルフ                   | チャールズ・マーティン・スミス | 辻親八                                | 天文台の博士                                                             |
| クロエ・ラーナー                   | リヤ・キールステッド           |                                       | ジェイソンの再婚相手。ジェニーより2歳年上。                              |
| モーテン・エントレキン             | オニール・コンプトン           |                                       | 大統領の側近                                                             |
| スチュアート・ケイリー             | ブルース・ウェイツ             |                                       | ジェニーの上司                                                           |
| アイラ・モスカテル                 | ジョー・ウルラ                 | 青山穣                                | ジェニーの同僚                                                           |
| マリアンヌ・デュクロス             | ウナ・デーモン                 |                                       | ジェニーの同僚                                                           |
| ティム・アーバンスキー             | マーク・モーゼス               | 吉田孝                                | ジェニーの同僚キャスター                                                 |
| ジェフ・ワース                     | チャールズ・ドゥーマス         | 宝亀克寿                              | ジェニーの同僚                                                           |
| テオ・ヴァン・セルテマ             | デレク・デ・リント             | 星野充昭                              | コメンテーター                                                           |
| マクロード                         | W・アール・ブラウン            |                                       | トラック運転手                                                           |
| ウェンディ・モージェル             | キンバリー・ヒューイ           |                                       |                                                                          |
| ボビー・ルー                       | アリミ・バラード               |                                       |                                                                          |
| その他                             |                                | 叶木翔子 榎本智恵子 三浦智子 山門久美 |                                                                          |
|                                    |                                |                                       |                                                                          |
| 演出                               |                                | 伊達康将                              |                                                                          |
| 翻訳                               |                                | 杉田朋子                              |                                                                          |
| 調整                               |                                | 池田裕貴                              |                                                                          |
| 録音                               |                                | オムニバス・ジャパン                  |                                                                          |
| 担当                               |                                | 稲毛弘之                              |                                                                          |
| 制作                               |                                | 東北新社                              |                                                                          |

## 製作

### 撮影開始までの経緯
本作の起源は、フィリップ・ワイリーとエドウィン・バーマーが1933年に共著で発表したSF小説『地球最後の日』（When Worlds Collide）、および1951年にパラマウント映画によって製作されたその同名の映画化版（邦題は『地球最后の日』）である。1970年代の中頃、映画プロデューサーのリチャード・ザナックとデビッド・ブラウンがこの映画のリメイク権をパラマウント映画から取得。監督ジョン・フランケンハイマー、アントニー・バージェス脚本で製作準備に入ったが作業が進まず、結局計画休止状態に陥ることとなった。
一方、彼らとは別にアーサー・C・クラークの短編SF小説『神の鉄槌』（The Hammer of God）の映画化をスティーヴン・スピルバーグ率いるドリームワークスが計画していた。スピルバーグは『続・激突! カージャック』や『ジョーズ』でザナックらと面識があった。
これら2つの作品はいずれも地球へ迫り来る天体の恐怖を描いているため、同時期に完成すれば激しい競合を招くことになると容易に想像できた。このため2作の製作計画は最終的に統合され、製作はザナックとブラウン、監督はスピルバーグ、配給はドリームワークス・パラマウント共同というかたちで再スタートした。新たな脚本は、1993年にブルース・ジョエル・ルービンが執筆を開始し、さらにルービンから引き継いだマイケル・トルキンによって完成された。
しかし、監督として予定されていたスピルバーグは同じ頃『ロスト・ワールド/ジュラシック・パーク』、『アミスタッド』、『プライベート・ライアン』とスケジュールが埋まっており、本作に時間を割くことが非常に困難であった。こうした事情から、彼は監督を辞退してエグゼクティブプロデューサー（製作総指揮）に退き、かわりにドリームワークス第一作『ピースメーカー』を監督したミミ・レダーが新たに迎え入れられた。約20年にもわたる紆余曲折を経た本作はここにきてようやく、撮影開始にこぎつけたのである。

### スタッフ
- 監督：ミミ・レダー
- 製作：リチャード・D・ザナック、デヴィッド・ブラウン
- 製作総指揮：スティーヴン・スピルバーグ、ジョーン・ブラッドショウ、ウォルター・F・パークス
- 脚本：マイケル・トルキン、ブルース・ジョエル・ルービン
- 撮影：ディートリッヒ・ローマン[10]
- 美術：レスリー・ディレイ
- 衣装デザイン：ルース・マイヤーズ
- 編集：ポール・チチョッキ、デヴィッド・ローゼンブルーム
- キャスティング：アリソン・ジョーンズ
- 音楽：ジェームズ・ホーナー

## 影響
その後、影響から次のようなネーミングのものが生まれた。
- ディープ・インパクト (探査機) - アメリカ航空宇宙局の彗星探査機、またはその計画。
- Deep Impact feat. Rappagariya - Dragon Ashの楽曲。
- ディープ・インパクト (プロレス技) - プロレス技の一種。金丸義信の得意技。

## 地上波テレビ放送
| 回数 | 放送局     | 番組名             | 放送日         | 放送時間      | 放送分数 | 平均世帯視聴率 | 備考         |
| ---- | ---------- | ------------------ | -------------- | ------------- | -------- | -------------- | ------------ |
| 1    | 日本テレビ | 金曜ロードショー   | 2004年2月27日  | 21:00 - 23:14 | 134分    |                | 20分拡大     |
| 2    | テレビ朝日 | 日曜洋画劇場       | 2004年11月7日  | 21:00 - 22:54 | 114分    |                | -            |
| 3    | フジテレビ | 土曜プレミアム     | 2007年3月10日  | 21:00 - 22:54 | 114分    |                | -            |
| 4    | TBS        | 月曜ゴールデン     | 2008年8月25日  | 21:00 - 22:54 | 114分    |                | -            |
| 5    | 日本テレビ | 金曜ロードショー   | 2010年3月26日  | 21:20 - 23:14 | 114分    |                | 20分繰り下げ |
| 6    | テレビ東京 | 午後のロードショー | 2015年11月26日 | 13:35 - 15:35 | 120分    |                | -            |
| 7    | テレビ東京 | 午後のロードショー | 2020年2月4日   | 13:35 - 15:40 | 125分    |                | -            |
| 8    | フジテレビ | 土曜ワイド         | 2020年11月7日  | 13:00 - 15:15 | 135分    | 6.0%           | [ 12 ]       |
| 9    | テレビ東京 | 午後のロードショー | 2023年4月25日  | 13:40 - 15:40 | 120分    |                |              |